# Koyapunem
Koyapunem ist eine ethnische Religion und Naturreligion bei den Gond, einer ethnischen Minderheit aus Indien.
Koyapunem bedeutet der Weg der Natur, der von Pari Kupar Lingo begründet wurde. Die Religion ist auch als Gondi Punem oder der Weg des Gondi-Volkes bekannt.
Die Gondi (Gōndi) oder Gond oder Koitur sind eine dravidische ethno-linguistische Gruppe. Sie sind eine der größten Stammesgruppen in Indien. Sie sind über die folgenden Staaten verteilt: Madhya Pradesh, Maharashtra, Chhattisgarh, Uttar Pradesh, Telangana, Andhra Pradesh, Bihar und den westlichen Teil von Odisha. Die Mehrheit der Gond folgt immer noch ihren eigenen Traditionen der Naturverehrung, aber wie viele andere Stämme in Indien wurde ihre Religion vom Hinduismus beeinflusst.
Die meisten Gondi praktizieren entweder den Hinduismus oder ihre eigene indigene Religion, Koyapunem.
Einige Gonds praktizieren auch den Sarnaismus. Pola, ein Rinderfest, Phag und Dassera sind einige ihrer wichtigsten Feste. Ein kleiner Teil der Gonds sind Christen oder Muslime.
Sie sind als Scheduled Tribe im Sinne des indischen Reservierungssystems aufgeführt. Die Gond haben viele Königreiche von historischer Bedeutung gebildet.
Eine Dravidische Sprache, es wird behauptet, dass Gondi mit dem Telugu verwandt ist. Bei der Volkszählung 2011 in Indien wurden etwa 2,98 Millionen Gondi-Sprecher erfasst, wobei viele der Sprecher nicht erfasst werden, da sie in Naxaliten-beeinflussten Gebieten leben, und die von Gondi-Politikern behauptete Zahl der Sprecher liegt bei mindestens 20 Millionen. Sie leben vor allem im südöstlichen Madhya Pradesh, östlichen Maharashtra, südlichen Chhattisgarh und nördlichen Telangana. Viele Gonds sprechen jedoch auch die in der Region dominierenden Sprachen wie Hindi, Marathi, Oriya und Telugu.
Nach der Volkszählung von 1971 betrug ihre Bevölkerung 5,01 Millionen. Bei der Volkszählung 1991 waren es 9,3 Millionen. und bei der Volkszählung 2001 waren es fast 11 Millionen. In den letzten Jahrzehnten haben sie den Naxalitenaufstand im zentralen Teil Indiens erlebt. Auf Betreiben der Regierung von Chhattisgarh gründeten die Gondi die Salwa Judum, eine bewaffnete militante Gruppe zur Bekämpfung des Naxaliten-Aufstands; Salwa Judum wurde jedoch am 5. Juli 2011 auf Anordnung des Obersten Gerichts aufgelöst.
Im Mittelalter verehrten die Gondi-Königreiche Vishnu als ihre Schutzgottheit.
Die Gonds verehren uralte Gottheiten, die als Angadevs bekannt sind, von denen die Hindus behaupten, sie seien ein Abbild ihrer Göttin Mahakali. Es gab sieben Gruppen von Angadevs, die bis sieben nummeriert waren und von Pari Kupar Lingo aus den Kachchargardh-Höhlen gerettet wurden. In einer Version gab es achtundzwanzig Angadevs, in einer anderen Version dreiunddreißig Angadevs (oder Saga Deva).
In der anderen Version waren die Angadevs oder Saga Deva die Kinder der Göttin Mata Kali Kankali, nachdem sie eine Blume gegessen hatte, die ihr von einem Weisen gegeben worden war. Sie wurden im Ashram von Raitad Jungo aufgezogen und trafen beim Spielen auf die Götter Shambu und Gaura. Gaura bot ihnen Essen an, aber weil sie sich über den Unfug der Kinder ärgerten, sperrten Shambu und Gaura sie in die Höhlen von Kachchargardh. Zwölf Jahre lang waren die Kinder auf einen Teich und einen mythischen Vogel angewiesen, der sie mit Nahrung versorgte, um zu überleben. Kali Kankali flehte Shambu an, ihre Kinder freizulassen, aber er wies ihre Bitten zurück. Raitad Jungo bat daraufhin Pari Kupar Lingo, ihm bei der Befreiung der Kinder zu helfen, und Pari Kupar Lingo wandte sich an den Barden Hirasuka Patalir. Patalir spielte Musik auf seiner Kingri, und die Kinder wurden mit Kraft erfüllt, um den Felsbrocken, der die Höhlen von der Außenwelt abschloss, wegzuschieben. Patalir wurde daraufhin von dem Felsbrocken erdrückt. Seitdem wurden die Kachchargardh-Höhlen zu einem Ort der Pilgerfahrt, und Kali Kankali wurde zu einem der Dharmagurus der Gondi-Bevölkerung.
Ihre typische Reaktion auf den Tod ist als Wut beschrieben worden, weil die Gonds glauben, dass der Tod magisch, durch Dämonen, verursacht wird. Die Gonds beerdigen normalerweise ihre Toten, aber aufgrund der teilweisen Hinduisierung werden ihre Könige gelegentlich nach den vedischen Praktiken eingeäschert. Die Hinduisierung hat dazu geführt, dass Einäscherungen immer üblicher werden. Mit einer Person wurden auch ihre irdischen Besitztümer begraben. Nach der Gond-Mythologie haben die Toten ein Interesse an der Zukunft der Lebenden, und so werden die Toten besänftigt, damit die Lebenden wohlhabend bleiben. Verstorbene, die eines unnatürlichen Todes gestorben sind, werden von den Ahnen eingeladen, sich ihnen als heiliger Hausgeist anzuschließen. Andernfalls könnten sie zu einem bösen Geist werden.
In der Volkstradition der Gond verehren die Anhänger einen hohen Gott namens Baradeo, dessen alternative Namen Bhagavan, Kupar Lingo, Badadeo und Persa Pen sind. Baradeo beaufsichtigt die Aktivitäten kleinerer Götter wie Clan- und Dorfgottheiten sowie Ahnen. Baradeo wird respektiert, aber er erfährt keine glühende Verehrung, die nur Clan- und Dorfgottheiten, Ahnen und Totems entgegengebracht wird. Zu diesen Dorfgottheiten gehören Aki Pen, der Dorfwächter, und die Gon Anwal, die Muttergöttin des Dorfes, ein ähnliches Paradigma wie in den Volkstraditionen anderer dravidischer Völker. Vor jedem Fest werden diese beiden Gottheiten verehrt. Jeder Clan hat seinen eigenen Persa Pen, was „großer Gott“ bedeutet. Dieser Gott ist im Herzen gutartig, kann aber gewalttätige Tendenzen zeigen. Diese Tendenzen werden jedoch gemildert, wenn ein Gon Pardhan, ein Barde, eine Fiedel spielt.
Drei Personen sind bei den religiösen Zeremonien der Gond wichtig: der Baiga (Dorfpriester), der Bhumka (Klanpriester) und der Kaser-Gaita (Dorfvorsteher).
Als Kupar Lingo wird der hohe Gott der Gonds als ein glatt rasierter junger Prinz dargestellt, der eine dreizackige Krone, die Munshul, trägt, die Kopf, Herz und Körper repräsentiert. Es gibt viele Schreine für Kupar Lingo in Gondwana, da er als Ahnenheld verehrt wird.
Nach dem religiösen Glauben der Gond wurde ihr Vorfahre Rupolang Pahandi Pari Kupar Lingo als Sohn des Häuptlings Pulsheev während der Herrschaft von Sambhu-Gaura vor mehreren tausend Jahren geboren. Kupar Lingo wurde zum Herrscher des Volkes der Koya und begründete das Gondi Punem, einen Verhaltenskodex und eine Philosophie, die die Gondi praktizieren. Er versammelte dreiunddreißig Schüler um sich, um den Gondi Punem in den fernen Ländern der koyamooree zu lehren.
Ein Grundsatz der Gond-Religion ist Munjok, das heißt Gewaltlosigkeit, Zusammenarbeit und Selbstverteidigung. Ein weiterer Bestandteil des Gond-Glaubens sind Salla und Gangra, die für Aktion und Reaktion stehen und oberflächlich betrachtet dem Konzept des Karma im Hinduismus ähneln. Um zu verhindern, dass sich die Menschen in Konflikten und Zwietracht selbst zerstören, sollen sie in der Phratrial-Gesellschaft leben. Zu den Glaubensgrundsätzen der Phratrial-Gesellschaft gehören die Notwendigkeit, die Gemeinschaft gegen Feinde zu verteidigen, zusammenzuarbeiten und in Harmonie mit der Natur zu leben sowie Tiere essen zu dürfen (jedoch nicht das Tier, das ein Totem darstellt).
Ähnlich wie bei der Anbetung von Dorfgottheiten in Südindien glauben die Gonds, dass ihre Clan- und Dorfgottheiten die Fähigkeit zur Besessenheit haben. Die Person, die von dem Geist besessen ist, trägt keine Verantwortung mehr für ihre Handlungen. Die Gonds glauben auch, dass Krankheiten durch Geisterbesessenheit verursacht werden.
Viele Gonds verehren Ravana, den sie als den zehnten dharmaguru ihres Volkes, den Ahnenkönig einer ihrer vier Linien und den achtzigsten Lingo (großer Lehrer) betrachten. Sie verehren auch Kupar Lingo als ihre oberste Gottheit und ihren Vorfahren vor Ravana. An Dussehra tragen die Gondi-Bewohner von Paraswadi im Distrikt Gadchiroli ein auf einem Elefanten reitendes Abbild von Ravana in einer Prozession, um ihn zu verehren und gegen die Verbrennung von Ravanas Bildnissen zu protestieren.
Die Verehrung Ravanas durch die Gonds ist auch ein Mittel, um sich dem Druck christlicher Missionare und rechtsgerichteter Hindutva-Gruppen zu widersetzen und die besondere Kultur der Gonds zu bewahren.
Die Gonds verehren Pflanzen und Tiere, insbesondere den Saja-Baum. Mancherorts wird der Tod mit einem Gon Saja (Terminalia elliptica) Baum in Verbindung gebracht. Steine, die die Seelen der Toten repräsentieren, oder Gon Hanals, werden in einem Gon Hanalkot am Fuße eines Gon-saja-Baumes aufbewahrt. Wenn es keinen speziellen Schrein für die Dorfmuttergöttin gibt, ist der saja-Baum ihr Aufenthaltsort. Außerdem befindet sich der Penkara, der heilige Kreis des Clans, unter diesem Baum. Die Gonds in Seoni glauben, dass Baradeo in einem Saja-Baum lebt. Auch der Indische Butterbaum, aus dessen Blüten ein als reinigend angesehenes Getränk gewonnen wird, wird verehrt. Bei vielen Gond-Hochzeiten umkreisen Braut und Bräutigam während der Zeremonie einen aus einem Mahua-Baum gefertigten Pfosten, und die Gonds von Adilabad führen die ersten Zeremonien des Jahres durch, wenn die Mahua-Blüten blühen.

## Götter
Die Gonds glauben auch an Regengötter. Ein früher britischer Anthropologe stellte fest, dass während der Jagdzeremonie vor dem Monsun die Menge des von den Tieren vergossenen Blutes auf die Menge des folgenden Regens hindeutete.
Die Götter sind in der Einzahl als „Pen“ und in der Mehrzahl als „Pennoo“ bekannt. Andere Götter, die von den Gonds verehrt werden, sind:
- Mata Kali Kankali, die Urmutter der Gondi-Vorfahren. Sie ist mit Mahakali verbunden.
- Dulha-Pen, der Gott des Bräutigams. Er wird durch einen Stein, einen Mann auf einem Pferd oder eine Streitaxt dargestellt.
- Gansam, der Beschützer der Dörfer vor Tigern. Er wird durch einen Stein an der Dorfgrenze oder eine Plattform und einen Pfahl dargestellt. Ihm wurden Tiere geopfert.
- Hardul, der Gott der Hochzeiten.
- Bhivsen oder Bhimal, der Gott der Kraft und der Erde. Er wird mit Felsen, Bergen und Flüssen in Verbindung gebracht, und bestimmte Hügel und Felsen gelten als heilige Stätten des Bhivsen.
- Nat Awal oder Dharti Mata, die Göttin der Fruchtbarkeit.
- Bhum, die Erde und die Mutter der Menschheit.
- Nat Auwal, die Muttergöttin des Dorfes. Sie wird angerufen, wenn das Dorf an einer Zeremonie teilnimmt, von jahreszeitlichen Riten bis zu Gebeten gegen Katastrophen.
- Thakur Deo, der männliche Wächter des Dorfes.
- Hulera-Pen, der Beschützer des Viehs.
- Maitya-Pen, der Dämon der Wirbelstürme.
- Narayan-Pen, der Sonnengott.
- Kodapen, der Pferdegott.
- Maswasi-Pen, der Jagdgott.
- Kanya, die Wassergeister.